# Anisopogon glabellus
Anisopogon glabellus är en tvåvingeart som först beskrevs av Roder 1881.  Anisopogon glabellus ingår i släktet Anisopogon och familjen rovflugor. Inga underarter finns listade i Catalogue of Life.